# Boronia scabra
Boronia scabra là một loài thực vật có hoa trong họ Cửu lý hương. Loài này được Lindl. mô tả khoa học đầu tiên năm 1840.